# 뜨거운 형제들
뜨거운 형제들(HOT BROTHERS)은 대한민국의 지상파 방송사 채널인 문화방송에서 일요일 저녁 5시 20분부터 방송된 일요일 일요일 밤에의 코너이다. 헌터스의 후속작으로 2010년 3월 28일부터 방송을 시작했으나 아바타 소개팅 등 신선한 구성으로 인기를 끌었지만, 소재 고갈 및 식상함을 이유로 인기가 지속되지 못하여 2011년 2월 20일 종영하였다. MBC 드라마넷, MBC 에브리원, CMC 가족오락TV에서 재방송되었다. 프로그램 제목을 줄여서 '뜨형'이라고 부르기도 한다.

## 출연자

### 시즌2 출연자
| 이름                          | 출연시작일      | 별명                  | 캐릭터 |
| ----------------------------- | --------------- | --------------------- | --- |
| 탁재훈 (본명: 배성우)         | 2010년 3월 28일 | - 탁형, 탁씨          | 90년대 컨츄리 꼬꼬로 많은 인기를 누린후 여러 예능 프로그램에서 좋은 활약을 보여주었으나 요즘엔 부진한 모습을 자주 보여준 |
| 박명수                        | 2010년 3월 28일 | - 1.5인자, 흑채, 악마 | 뜨형 BIG3 멤버중 한명으로써 김구라와의 대립관계를 유도하지만 캐릭터가 확고하지 못하여 후배들을 잘 이끌어주진 못한다. 또한 방송에서 보이는 이미지와는 달리 일상생활에서는 많은 선행을 배풀며 방송과는 사뭇 다른 의외?의 모습을 대중들에게 보여주기도 한다.                                                                          |
| 박휘순                        | 2010년 3월 28일 | - 기복 휘순           | 미혼남들(휘순, 쌈디, 기광) 중에서 가장 나이가 많은 사람이다. |
| 토니 안 (본명 : 안승호)       | 2010년 11월 7일 | - 토사장              | 제대 후, 뜨거운 형제들로 예능에 복귀한 멤버. 과거 H.O.T 멤버로 7월에 하차한 노유민의 자리를 채우게 된다. |
| 사이먼 도미닉 (본명 : 정기석) | 2010년 3월 28일 | - 쌈디 - 능구렁이     | 힙합 그룹 슈프림팀의 멤버로 상진과 똑같이 첫 예능 신고식을 치른 멤버다. 보통 방송에서 표준어를 쓰는것과 달리 부산 사투리를 능숙하게 구사하여 네티즌들 사이에서 화제가 되었다. 쌈디는 네티즌들이 붙여준 별명으로 자신의 활동명 사이먼 도미닉을 줄여서 부른 것이다. 그리고 네 형제를 알라. 특집에서 다이어트 발언으로 화제가 되었다. |
| 이기광                        | 2010년 3월 28일 | - 악동 기광           | 아이돌 그룹 비스트의 멤버. 윤두준에 이어서 일밤에 고정 출연했다. 아이돌 답지 않게 거침없는 성격을 가졌으며 미국춤으로 네티즌들 사이에서 화제를 낳았다. 그 이후로 미국춤 은 기광이 예능에 나올 때마다 미국춤 콜이 온다. |

### 시즌1 출연자
| 이름                  | 출연기간                           | 별명                                                                                             | 캐릭터 |
| --------------------- | ---------------------------------- | ------------------------------------------------------------------------------------------------ | --- |
| 김구라 (본명: 김현동) | 2010년 3월 28일 ~ 2010년 11월 28일 | - 구라바타 (김구라+아바타)                                                                       | 늘 꾸겨진 얼굴로 독설을 퍼붓지만 내.주.소(내 주인을 소개합니다.) 특집에서 이기광의 아바타가 되면서 기광한테서 미국춤, 토끼 이빨, 동치미 러브샷을 전수받고 친절한 구라씨(?)로 거듭나 시청자들에게 큰 웃음을 선사한다.                                                      |
| 한상진                | 2010년 3월 28일 ~ 2010년 11월 28일 | - 시청률이라 불리운 사나이 (드라마 신이라 불리운 사나이를 패러디함.) - 모터 마우스 (Motor Mouth) | 뜨거운 형제들로 쌈디와 같이 첫 예능 신고식을 치른 멤버. 수다를 많이 떨어 '모터 마우스(Motor Mouth)'라는 별명이 붙었다. 신고식으로 한강 건너기를 하자는 아이디어를 내어 멤버들의 많은 원성 속에 실행에 옮겨졌으며 이후 한강 건너기는 멤버들의 벌칙 미션으로 자주 등장한다. |
| 노유민                | 2010년 3월 28일 ~ 2010년 7월 25일  | - 20세기 소년                                                                                    | 철없는 민폐 캐릭터로 유행이 한참 지난 만득이 시리즈를 다시 선보이는 등 고군분투했으나 결국 뚜렷한 캐릭터를 구축하지 못하고 하차하였다 |

### 상황극 출연자
뜨거운 형제들의 상황극 출연자들은 MBC 공채 개그맨들이다.
- 17기: 유상엽, 최설아, 권영기
- 18기: 이지수, 양해림

## 방영 목록
- 2010년 4월 3일, 4월 10일, 4월 17일, 4월 24일, 5월 1일, 5월 8일 방송분은 천안함 침몰 사건 및 MBC 방송노조 파업으로 인해 방송되지 않았다.

| 회차 | 순차 | 방영 일자        | 제목 (내용)                                   | 게스트                                                 | 화제 |
| ---- | ---- | ---------------- | --------------------------------------------- | ------------------------------------------------------ | --- |
| 1061 | 1    | 2010년 3월 28일  | 아바타 소개팅 1부 / 한강 신고식               |                                                        | 한상진 - 시청률이라 불리는 사나이                                                                                            |
| 1062 | 2    | 2010년 5월 23일  | 아바타 소개팅 2부                             | 주보비, 유지현, 김한나, 이경영                         | 박휘순 - 휴지 마술, 아바타 소개팅녀들                                                                                        |
| 1063 | 3    | 2010년 5월 30일  | 아바타 소개팅 3부 - 패자의 역습               | 안지은, 이지우, 최지향, 하재원                         | 아바타 소개팅녀들 |
| 1064 | 4    | 2010년 6월 6일   | 뜨거운 상황극 - 네 형제를 알라                | 박상희 (정신 상담 전문가), 이양승                      | 사이먼 도미닉 - 다이어트 발언                                                                                                |
| 1065 | 5    | 2010년 6월 13일  | 여심 AWARD - 여자의 마음을 알라               | 여성 100명 (10대~50대)                                 | 이기광 - 미국춤 (原: 크리스 브라운 - Take you Down 춤), 사이먼 도미닉 - 서울말                                               |
| 1066 | 6    | 2010년 6월 20일  | 아바타 소개팅 - 내 주인을 소개합니다          | 유승연, 정현주, 정모레, 이미소                         | 이기광, 김구라 - 미국춤, 사이먼 도미닉 - 서울말, 박명수, 한상진 - 통아저씨 춤, 아바타 소개팅녀들                             |
| 1067 | 7    | 2010년 6월 27일  | 뜨거운 심부름 - 가상 MT                       | 주보비, 고양시 유도단                                  | 기브라더스 (이기광, 사이먼 도미닉)의 아바타 몰래카메라                                                                       |
| 1068 | 8    | 2010년 7월 4일   | 아바타 조종사 선발대회 1부                    | 김단비, 길하라                                         | 아바타 소개팅녀들 |
| 1069 | 9    | 2010년 7월 11일  | 아바타 조종사 선발대회 2부                    | 이은빈, 왕지혜                                         | 아바타 소개팅녀들 |
| 1070 | 10   | 2010년 7월 18일  | 아바타 조종사 선발대회 결승전                 | 이석훈, 고영욱, 서지석, 김경진, 조기쁨, 한지우         | 이석훈 - 탈모가발, 아바타 소개팅녀들                                                                                         |
| 1071 | 11   | 2010년 7월 25일  | 평정심 테스트 - 들뜨지마라!                   | 윤두준                                                 | 이기광 - 마이콜 (아기 공룡 둘리) 분장, 미국춤. / 노유민 하차                                                                 |
| 1072 | 12   | 2010년 8월 1일   | 희.로.애 감정을 차단(lock)하라!               | 유현상, 김기현                                         | [ 9 ] |
| 1073 | 13   | 2010년 8월 8일   | 가상 바캉스                                   | 송대관, 이계인, 이센스, 초청 시민들                    | 이기광 - 미국춤, 한상진 - 신발사약, 이센스 & 사이먼 도미닉 - 땡땡땡                                                          |
| 1074 | 14   | 2010년 8월 15일  | 아바타 주식회사 1탄                           | 태진아, 송대관, 김현철, 김지훈, 임정은, 유하진, 최지은 | |
| 1075 | 15   | 2010년 8월 22일  | 아바타 주식회사 2탄                           | 이하늘, 정재용, 아파트 시민들, 여고생들                | 이하늘 - 가발쇼, 정재용 - 장사, 아바타 소개팅녀들                                                                            |
| 1076 | 16   | 2010년 8월 29일  | 아바타 주식회사 3탄                           | 이시영, 홍수현                                         | 이시영 - 쓱박쓱박 (권투할 때 나온 대사), 아바타 소개팅남들                                                                   |
| 1077 | 17   | 2010년 9월 6일   | 아바타 주식회사 4탄                           | 이경실, 현영, 이길 (스페인 교포)                       | 이길 |
| 1078 | 18   | 2010년 9월 13일  | 움직이는 집 1탄                               | 김성수, 이아현                                         | |
| 1079 | 19   | 2010년 9월 20일  | 추석특집 박휘순 장가보내기 프로젝트           | 우가희                                                 | 우가희 |
| 1080 | 20   | 2010년 9월 27일  | 움직이는 집 2탄 - 집주인은 누구?              |                                                        | |
| 1081 | 21   | 2010년 10월 3일  | 가을 수학여행                                 | 유지현, 이경영, 하재원, 정모레, 길하라, 유하진, 최지은 | |
| 1082 | 22   | 2010년 10월 10일 | 사이판 특집 1 - 예능 전지 훈련                | 사이판 원주민들                                        | 이기광 - 미국춤, 사이먼 도미닉 - 스타킹 분장, 탁재훈 - 노팬티 (No Panty), 김구라 - John 분장, 박명수, 김구라 - 싸우자 트윈스 |
| 1083 | 23   | 2010년 10월 17일 | 사이판 특집 2 - 뜨형 삼국지                   |                                                        | |
| 1084 | 24   | 2010년 10월 24일 | 뜨거운 형제들 기력왕 선발대회                 | 각 멤버들의 팬들                                       | |
| 1085 | 25   | 2010년 10월 31일 | 형제들의 진심                                 | 스님들                                                 | |
| 1086 | 26   | 2010년 11월 7일  | 일치,불일치 특집 1탄                          | 고영욱, 토니 안                                        | 토니 안 영입 |
| 1087 | 27   | 2010년 11월 28일 | 일치,불일치 특집 2탄 / 토니안의 혹독한 신고식 | 박나혜, 토니 안                                        | 김구라, 한상진 하차 이기광의 파리 콩나물 전쟁                                                                                |
| 1088 | 28   | 2010년 12월 5일  | 분교 선생님 되다 1탄                          | 분교 학생들                                            | |
| 1089 | 29   | 2010년 12월 12일 | 분교 선생님 되다 2탄 / 효자 되다 1탄          | 분교 학생들 / 노인들                                   | |
| 1090 | 30   | 2010년 12월 19일 | 효자 되다 2탄                                 | 노인들                                                 | |
| 1091 | 31   | 2010년 12월 26일 | 엄마 되다                                     | 어머니들, 아이들                                       | |
| 1092 | 32   | 2011년 1월 2일   | 한국 친구 되다                                | 외국인들                                               | |
| 1093 | 33   | 2011년 1월 9일   | 발레리노가 되다 1탄                           | 발레리나들                                             | |
| 1094 | 34   | 2011년 1월 16일  | 발레리노가 되다 2탄                           | 발레리나들                                             | |
| 1095 | 35   | 2011년 1월 23일  | 오빠 될래? 형 될래?                           | 최창엽                                                 | |
| 1096 | 36   | 2011년 1월 30일  | 팬서비스 아바타 소개팅 1탄                    | 김동완, 이홍기                                         | |
| 1097 | 37   | 2011년 2월 6일   | 팬서비스 아바타 소개팅 2탄                    | 지상렬, 이준                                           | |
| 1098 | 38   | 2011년 2월 13일  | 팬서비스 아바타 소개팅 3탄                    | 데니 안, 이재황                                        | |
| 1099 | 39   | 2011년 2월 20일  | 팬서비스 아바타 소개팅 4탄                    | 이태성, 구준엽                                         | 최종회 |

## 제작진
- 기획 / 책임프로듀서 : 김영희
  - 주요 연출작 : 《일요일 일요일 밤에 - 이경규의 몰래 카메라, 양심 냉장고, 이경규가 간다》, 《21세기 위원회》, 《전파견문록》, 《!느낌표 - 하자하자, 책책책 책을 읽읍시다, 아시아 아시아》

- 연출 : 오윤환
  - 주요 연출작 : 《황금어장》, 《일요일 일요일 밤에 - 대망, 오빠밴드》

- 조연출 : 최민근, 김노은, 박진경
- 대본 : 강영미, 엄채영, 최은영
- 구성 : 이효영, 김세연

## 반응 및 평가
'뜨거운 형제들'은 김영희 PD의 복귀로 2009년 12월부터 시작된 '일요일 일요일 밤에'의 전면 개편 이후 '공익·감동' 코드를 내세우지 않은 첫 번째 코너이다. 김영희 PD는 첫 방송 전 인터뷰를 통해 '젊은 남자들의 이야기'를 다룬다는 점을 동시간대 경쟁 프로그램과의 차이점이라고 설명하면서 '매주 미션이 주어지고 이를 해결 하는 형태로 꾸며질 것'이라고 밝힌 바 있다. 3월 28일 첫 방송에서 시청률 5.8%를 기록한 뜨거운 형제들은 이후 천안함 침몰 사태 및 MBC 방송 노조의 파업으로 두 달 여간 결방하였으나 이후 정상방송이 이루어지면서 시청자 및 언론의 관심을 받기 시작했다. 시청률도 꾸준히 상승하여 7월 4일 방송분에서는 12.0%를 기록했으며 이에 힘입어 '일요일 일요일 밤에'의 전체 시청률도 2009년 12월 개편 이후 최고치인 12.3%를 기록했다.
비교적 짧은 방송 기간 및 횟수(2010년 7월 7일까지 8회 분량 방송)에도 불구하고 시청자 및 언론의 반응은 비교적 긍정적이다. 영화 '아바타'를 소재로 활용한 '아바타 소개팅' 편을 비롯하여 철저히 웃음을 위주로 한 각종 상황극, 예능 프로그램에 처음 출연한 연기자들이 보여주는 의외의 모습들 등이 화제가 되면서 방송 초반부터 많은 주목을 받고 있다. 또한 '뜨거운 형제들'의 시청률 상승이 '일요일 일요일 밤에'의 전체 시청률 상승으로 이어지면서 '일밤의 구원투수'라는 평가를 받기도 했다. 그러나 '아바타' 소재의 지나친 우려먹기와 일부 여과되지 않은 맨트 및 행동 등이 가족 전체가 TV를 보는 일요일 저녁 시간대에 적합하지 않다는 비판을 받기도 한다. 또한 '움직이는 집 2편-집주인은 누구?' 편에서는 퇴근시간에 2호선 공간을 너무 많이 차지했다는 지적과 함께, 김구라가 도를 넘어 설 정도로 박휘순을 괴롭혀서 비난을 받기도 했다.

## 경쟁 프로그램
- 일요일이 좋다
  - 런닝맨 (1부 프로그램)
  - 영웅호걸 (경쟁 프로그램)

- 해피선데이
  - 남자의 자격 (1부 프로그램)
  - 1박 2일 (경쟁 프로그램)

- 일밤
  - 오늘을 즐겨라 (1부 프로그램)